# بروکویل (نیویورک)
بروکویل (انگلیسی: Brookville) یک منطقهٔ مسکونی در ایالات متحده آمریکا است که در شهرستان نساو، نیویورک واقع شده‌است. بروکویل ۱۰٫۲۵ کیلومتر مربع مساحت و طبق سرشماری ۲۰۱۰ ایالات متحده آمریکا ۳٬۴۶۵ نفر جمعیت دارد و ۷۲ متر بالاتر از سطح دریا واقع شده‌است.